# Amy Pieters
Amy Pieters (Haarlem, 1 de junio de 1991) es una deportista neerlandesa que compite en ciclismo en las modalidades de pista y ruta. Es hija del ciclista Peter Pieters.
Ganó cuatro medallas en el Campeonato Mundial de Ciclismo en Pista entre los años 2018 y 2021, y tres medallas en el Campeonato Europeo de Ciclismo en Pista entre los años 2017 y 2019.
En carretera obtuvo dos medallas en el Campeonato Mundial de Ciclismo en Ruta, oro en 2019 y plata en 2018, y tres medallas en el Campeonato Europeo de Ciclismo en Ruta, en los años 2019 y 2021.
Participó en dos Juegos Olímpicos de Verano, ocupando el sexto lugar en Londres 2012, en la prueba de persecución por equipos, y el cuarto en Tokio 2020, en la carrera de madison.

## Medallero internacional
| Campeonato Mundial | Campeonato Mundial        | Campeonato Mundial | Campeonato Mundial |
| Año                | Lugar                     | Medalla            | Competición        |
| ------------------ | ------------------------- | ------------------ | ------------------ |
| 2018               | Apeldoorn ( Países Bajos) | Medalla de plata   | Madison            |
| 2019               | Pruszków ( Polonia)       | Medalla de oro     | Madison            |
| 2020               | Berlín ( Alemania)        | Medalla de oro     | Madison            |
| 2021               | Roubaix ( Francia)        | Medalla de oro     | Madison            |
| Campeonato Europeo |                           |                    |                    |
| Año                | Lugar                     | Medalla            | Competición        |
| 2017               | Berlín ( Alemania)        | Medalla de bronce  | Madison            |
| 2018               | Glasgow ( Reino Unido)    | Medalla de bronce  | Madison            |
| 2019               | Apeldoorn ( Países Bajos) | Medalla de bronce  | Madison            |

| Campeonato Mundial | Campeonato Mundial       | Campeonato Mundial | Campeonato Mundial              |
| Año                | Lugar                    | Medalla            | Competición                     |
| ------------------ | ------------------------ | ------------------ | ------------------------------- |
| 2018               | Innsbruck ( Austria)     | Medalla de plata   | Contrarreloj por equipos        |
| 2019               | Yorkshire ( Reino Unido) | Medalla de oro     | Contrarreloj por relevos mixtos |
| Campeonato Europeo |                          |                    |                                 |
| Año                | Lugar                    | Medalla            | Competición                     |
| 2019               | Alkmaar ( Países Bajos)  | Medalla de oro     | Ruta                            |
| 2019               | Alkmaar ( Países Bajos)  | Medalla de oro     | Contrarreloj por relevos mixtos |
| 2021               | Trento ( Italia)         | Medalla de bronce  | Contrarreloj por relevos mixtos |

## Palmarés

### Pista
2010
- Campeonato de los Países Bajos Madison (haciendo pareja con Roxane Knetemann)
- 2.ª en el Campeonato de los Países Bajos Puntuación

2011
- Astana Persecución por Equipos (haciendo equipo con Ellen van Dijk y Kirsten Wild)
- 2.ª en el Campeonato de los Países Bajos Puntuación
- 3.ª en el Campeonato de los Países Bajos Persecución
- 2.ª en el Campeonato de los Países Bajos Madison (haciendo pareja con Kelly Markus)

2012
- 2.ª en el Campeonato de los Países Bajos Omnium
- Récord de los Países Bajos Persecución por Equipos (3 km) (haciendo equipo con Kirsten Wild y Ellen van Dijk) — 3 min 20,013 s
- 2.ª en el Campeonato de los Países Bajos Puntuación
- 3.ª en el Campeonato de los Países Bajos Madison (haciendo pareja con Kelly Markus)

2013
- 2.ª en el Campeonato de los Países Bajos Persecución
- Campeonato de los Países Bajos Madison (haciendo pareja con Kelly Markus)
- 2.ª en el Campeonato de los Países Bajos Scratch

2014
- Campeonato de los Países Bajos Madison (haciendo pareja con Kelly Markus)
- Campeonato de los Países Bajos Persecución
- 2.ª en el Campeonato de los Países Bajos Puntuación

2015
- Campeonato de los Países Bajos Persecución por equipos
- Campeonato de los Países Bajos Scratch

2017
- Campeonato de los Países Bajos Persecución
- 3.ª en el Campeonato Europeo Madison (haciendo pareja con Kirsten Wild)

2018
- Campeonato de los Países Bajos Persecución
- Campeonato de los Países Bajos Madison (haciendo pareja con Kirsten Wild)
- 2.ª en el Campeonato Mundial de Madison (con Kirsten Wild)
- 3.ª en el Campeonato Europeo Madison (haciendo pareja con Kirsten Wild)

2019
- Campeonato de los Países Bajos Persecución
- Campeonato de los Países Bajos Madison (haciendo pareja con Kirsten Wild)
- Campeonato de los Países Bajos en Puntuación
- Campeonato Mundial en Madison (con Kirsten Wild)
- 3.ª en el Campeonato Europeo Madison (haciendo pareja con Kirsten Wild)

2020
- Campeonato Mundial en Madison (con Kirsten Wild)

2021
- Campeonato Mundial en Madison (con Kirsten Wild)

### Carretera
2014
- 1 etapa del Tour de Catar
- Omloop Het Nieuwsblad
- A Través de Flandes

2015
- 2.ª en el Campeonato de los Países Bajos en Ruta
- 1 etapa de La Route de France
- A Través de Flandes

2016
- 1 etapa del The Women's Tour
- 1 etapa de la La Route de France
- A Través de Flandes

2017
- 1 etapa del Healthy Ageing Tour
- 1 etapa del The Women's Tour

2018
- Tour de Drenthe
- Healthy Ageing Tour, más 1 etapa
- 1 etapa de la Emakumeen Euskal Bira
- 2.ª en el Campeonato de los Países Bajos en Ruta
- Gran Premio de Plouay

2019
- 1 etapa del The Women's Tour
- 3.ª en el Campeonato de los Países Bajos en Ruta
- Campeonato Europeo en Ruta

2021
- Nokere Koerse
- Campeonato de los Países Bajos en Ruta
- 1 etapa del The Women's Tour

## Resultados en Grandes Vueltas y Campeonatos del Mundo
Durante su carrera deportiva ha conseguido los siguientes puestos en las Grandes Vueltas femeninas y en los Campeonatos del Mundo en carretera:
| Carrera         | Carrera         | 2011 | 2012 | 2013 | 2014 | 2015 | 2016 | 2017 | 2018 | 2019 | 2020 | 2021 |
| --------------- | --------------- | ---- | ---- | ---- | ---- | ---- | ---- | ---- | ---- | ---- | ---- | ---- |
|                 | Giro de Italia  | 73.ª | —    | —    | 40.ª | —    | —    | —    | 31.ª | 55.ª | 32.ª | —    |
|                 | Tour de l'Aude  | X    | X    | X    | X    | X    | X    | X    | X    | X    | X    | X    |
|                 | Grande Boucle   | X    | X    | X    | X    | X    | X    | X    | X    | X    | X    | X    |
| Mundial en Ruta | Mundial en Ruta | —    | —    | Ab.  | Ab.  | 46.ª | 32.ª | 45.ª | 8.ª  | 19.ª | 34.ª | 30.ª |

| —: No participó | Ab: Abandono | X: Edición no celebrada |

## Equipos
- Mérida (2009-2010) (amateur)
  - Team Ton van Bemmelen Sports / Mérida (2009)
  - Merida Cycling Team (2010)
  - Skil-Koga (2011) (amateur)
- Argos/Shimano/Liv (2012-2014)
  - Skil-Argos (2012)
  - Team Argos-Shimano (2013)
  - Team Giant-Shimano (2014)
  - Team Liv-Plantur (2015)
- Wiggle High5 (2016)
- Boels-Dolmans/SD Worx (2017-2022)
  - Boels-Dolmans Cycling Team (2017-2020)
  - Team SD Worx (2021-2022)